# Albert Ritserveldt

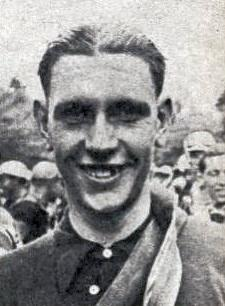
Albert Ritserveldt (1939)

Albert Ritserveldt (* 13. Oktober 1915 in Ophasselt (Geraardsbergen); † 11. März 2002 in Zottegem) war ein belgischer Radrennfahrer und nationaler Meister im Radsport.

## Sportliche Laufbahn
Ritserveldt wurde in seiner Laufbahn dreimal belgischer Meister: 1933 in der Anfängerklasse, 1936 bei den Junioren und 1937 bei den Unabhängigen. 1939 gewann er Lüttich–Bastogne–Lüttich und startete für die belgische B-Auswahlmannschaft in die Tour de France. Er beendete die Tour auf dem 9. Platz. Nach seinem Etappensieg in der Katalonien-Rundfahrt 1940 mussten er und sein Team die Rundfahrt abbrechen und kriegsbedingt nach Hause zurückkehren. Bis 1947 gewann er eine Reihe kleinerer Rennen. 1948 startete er beim Giro d’Italia, schied allerdings aus. Im Rennen Gent–Wewelgem wurde er 1937 Zweiter hinter Robert van Eenaeme. 1942 gewann er den Grand Prix Zottegem. Er war von 1938 bis 1948 als Radprofi aktiv.